# Quercus semiserratoides
Quercus semiserratoides — вид рослин з родини букових (Fagaceae), ендемік Китаю.

## Середовище проживання
Поширення: Китай (пд.-сх. Юньнань).